# Eisenbahnunfall von Kentish Town
Der Eisenbahnunfall von Kentish Town am 2. September 1861 war die Flankenfahrt eines Personenzugs in einen rangierenden Güterzug beim Bahnhof Kentish Town. Mindestens 16 Menschen starben.

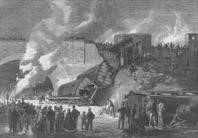
Unfallstelle

## Ausgangslage
Der Unfall ereignete sich auf der Strecke der Hampstead Junction Railway in der Ausfahrt des Bahnhofs Kentish Town. Dieser lag in einer Kurve. Die zweigleisige Strecke verband die North and South-Western Junction Railway im Westen mit der North London Railway, an die sie jenseits des Bahnhofs Kentish Town anschloss. Die Strecke war an die London and North-Western Railway verpachtet, die für die Eisenbahninfrastruktur und alles damit verbundene Personal verantwortlich war. Dort war als Eisenbahnverkehrsunternehmen allerdings die North London Railway unterwegs. Als Regelwerk für den Betrieb galt immer dasjenige des örtlichen Eisenbahninfrastrukturunternehmens. Die Strecke war durch Block mit Haupt- und Vorsignalen gesichert. Der Eisenbahner, der an diesem Abend im Bahnhof Kentish Town das Stellwerk bediente, war erst 19 Jahre alt und hatte vor Ort nur acht Monate Betriebserfahrung.
Aus östlicher Richtung fuhr ein Ausflugszug, der von Kew nach Bow unterwegs war, auf den Bahnhof Kentish Town zu. Es war einer von mehreren, die an diesem Tag hier unterwegs waren. Der Zug wurde vom Fahrdienstleiter in Kew früher als geplant auf die Strecke geschickt, weil er sich wegen des großen Andrangs rückreisender Ausflügler sehr schnell gefüllt hatte. Der Zug bestand aus einer Tenderlokomotive, gefolgt von einem Bremswagen der nach dem System von Chambers‘ mit den beiden nächsten Wagen gekuppelt war und neun weiteren Wagen ohne Bremse.
An der Strecke jenseits des Bahnhofs Kentish Town wurden Anschlussgleise gebaut. Die Einmündung dieses Baustellengleises war nicht durch Signale gesichert. Auf der Baustelle war ein Güterzug, der Schotter zur Baustelle gebracht hatte, entladen worden. Er bestand aus der Lokomotive, 19 Güterwagen und einem Bremswagen und sollte nun auf das westwärts führende Gleis rangiert werden, wozu er das ostwärts führende Gleis queren musste. Dem Personal des Güterzuges war nicht mitgeteilt worden, dass ein außerplanmäßiger Zug erwartet wurde.

## Unfallhergang
Durch Handzeichen des Stellwerkers im Bahnhof Kentish Town sah sich der Lokomotivführer des Güterzugs berechtigt, seinen Zug auf das ostwärts führende Streckengleis zu schieben, zumal alle Ausfahrsignale des Bahnhofs auf „Halt“ standen. Auch der Fahrdienstleiter leitete keine Sicherungsmaßnahmen ein, vertraute wohl vielmehr darauf, dass das Rangiermanöver beendet sei, bevor ein anderer Zug komme.
Dem Personenzug war vom vorangehenden Bahnhof, Hampstead Heath, „Fahrt frei“ erteilt worden, nachdem der Bahnhof Kentish Town bestätigt hatte, dass der voranfahrende Zug den Streckenabschnitt geräumt hatte. Das Einfahrtsignal des Bahnhofs Kentish Town zeigte „Fahrt frei“. Der Personenzug fuhr so mit etwa 60 km/h in den Bahnhof hinein und durch diesen hindurch. Die Stellung des Ausfahrsignals in diesem Moment ließ sich nachträglich nicht mehr eindeutig feststellen. Aufgrund der Kurve, in der der Bahnhof lag, bemerkte dessen Lokomotivführer erst 50 Meter vor dem Hindernis, dass der Güterzug auf dem von ihm befahrenen Gleis stand. Der Lokomotivführer des Güterzuges bremste und versuchte noch, den von ihm geführten Zug auf das Gleis der Gegenrichtung zu ziehen und ließ die gesamte Zeit die Warnpfeife erschallen; Heizer und Zugführer hielten dem Ausflugszug rote Signallampen entgegen. Es gelang dem Lokomotivführer aber nur noch Lokomotive, Schlepptender und den ersten Personenwagen auf das andere Gleis zu ziehen. Der Aufprall war nicht mehr zu verhindern und erfolgte gegen 19:15 Uhr oder einige Minuten später. Der Personenzug schlug in den zweiten Güterwagen ein. Bei dieser Flankenfahrt entgleiste die Lokomotive und die sechs folgenden Wagen des Personenzugs und stürzten eine etwa 10 Meter hohe Böschung hinunter. Ein Teil der Fahrzeuge stapelte sich dabei aufeinander und zerdrückte die zuunterst liegenden.

## Folgen
Mindestens 16 Menschen starben, 321 wurden darüber hinaus verletzt.